# Deliathis pulchra
Deliathis pulchra är en skalbaggsart som beskrevs av Thomson 1865. Deliathis pulchra ingår i släktet Deliathis och familjen långhorningar.
Artens utbredningsområde är Guatemala. Inga underarter finns listade i Catalogue of Life.